# 镰鳍鲨属
鐮鰭鯊屬為已滅絕的鐮鰭鯊科軟骨魚，生存於石炭紀早期，化石發現於美國蒙大拿州的熊谷石灰岩礦床。

## 描述

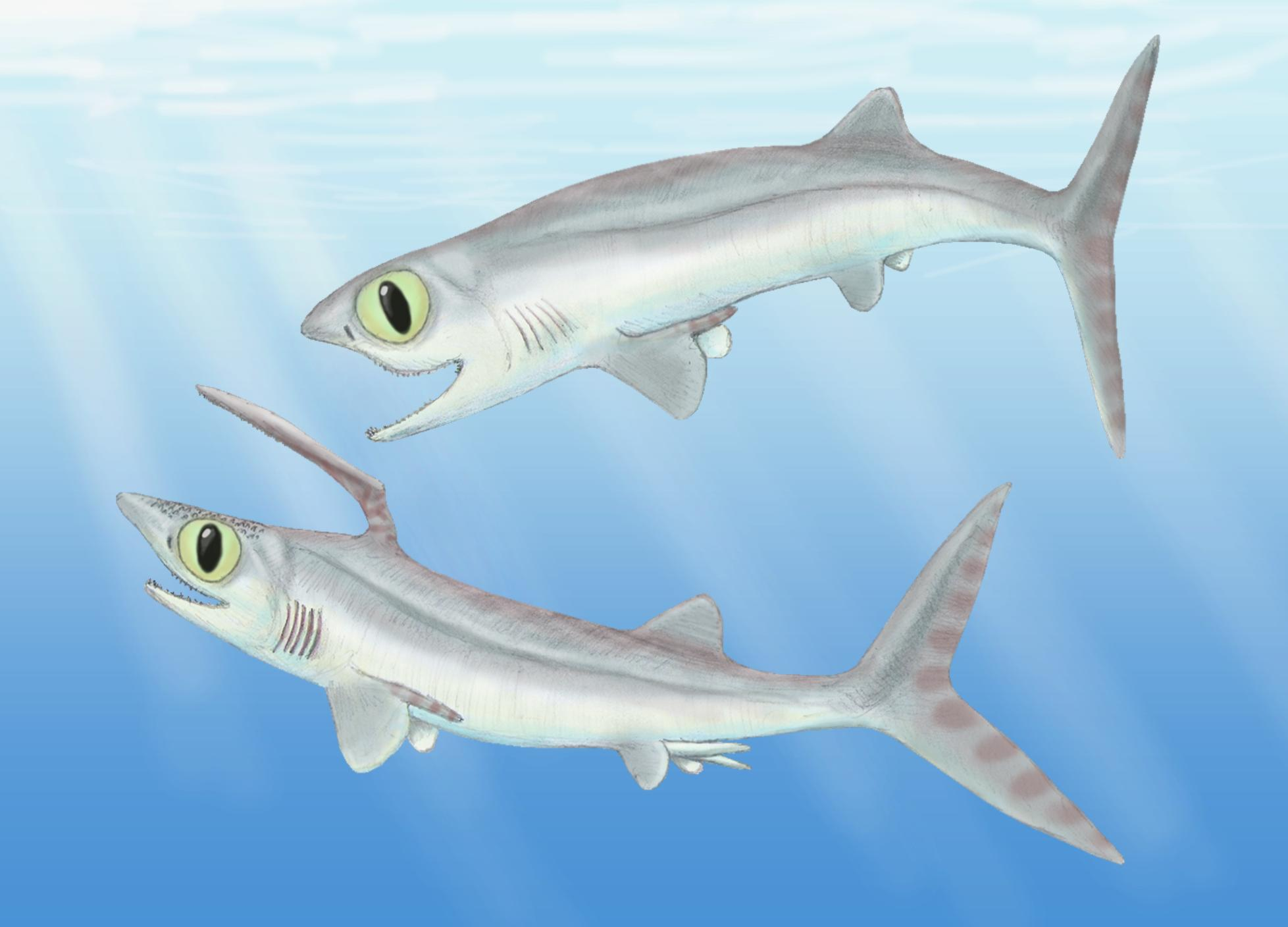
雌性（上）與雄性（下）鐮鰭鯊復原圖

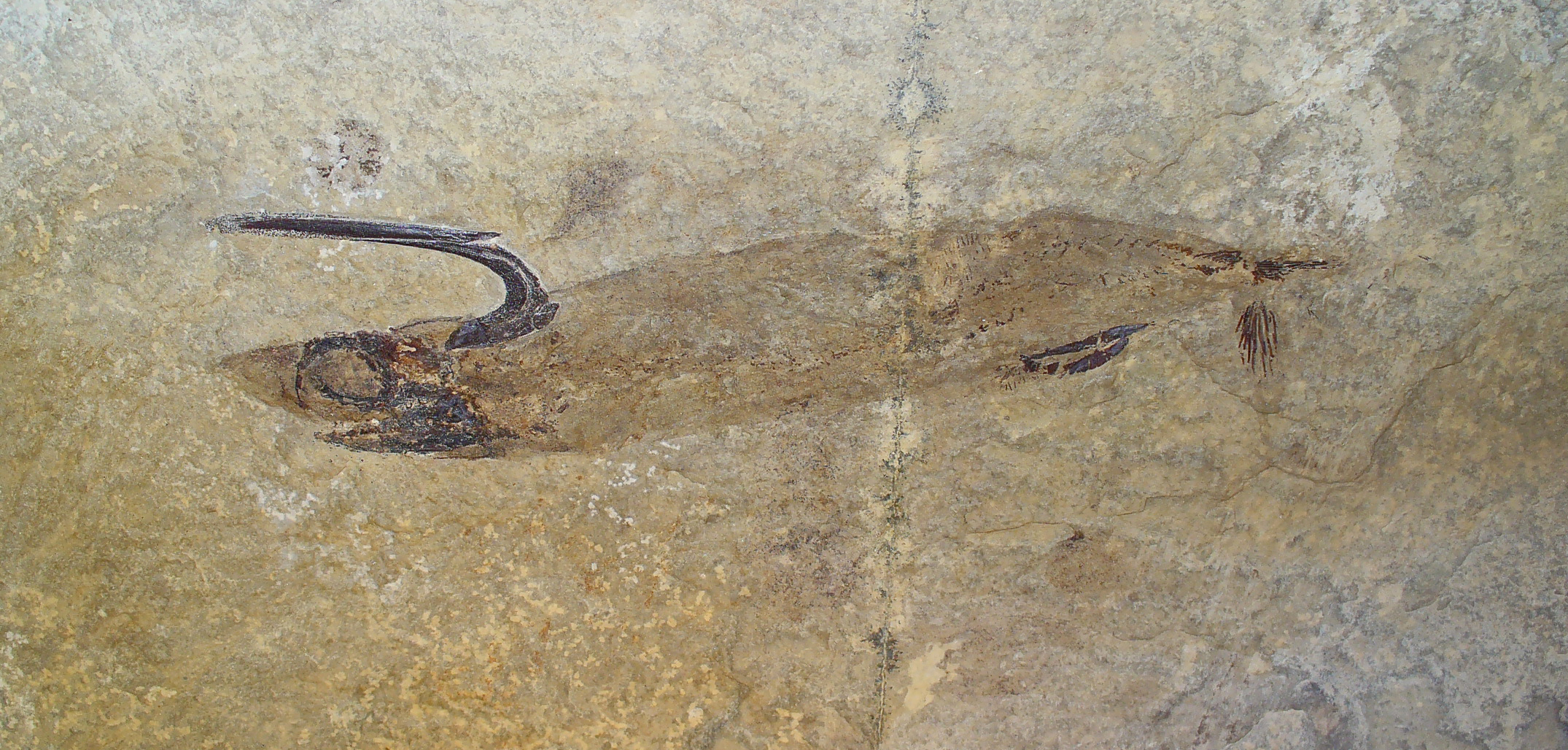
雄性鐮鰭鯊化石，發現於美國蒙大拿州

鐮鰭鯊體長約25至30 cm（9.8至11.8英寸），約與現今的小型鯊魚體型相當，例如侏儒烏鯊。牠們身上最明顯的特徵在於背上朝頭部前方彎伸出去的長鰭棘。最初發現鐮鰭鯊化石時，僅有發現鰭棘，於是科學家於1883年依據發現於聖路易石灰岩礦床的鰭棘標本進行發表命名，學名為 Physonemus falcatus。然而，於1985年時，科學家於美國蒙大拿州發表了一種具有明顯兩性異形的軟骨魚，而部分標本背上就長有這樣的長鰭棘，而這些標本均屬於雄性個體（於標本上也可發現存在鰭足），也因此將鐮鰭鯊移置至獨立的鐮鰭鯊屬下。

## 分類學
儘管鐮鰭鯊外型與鯊魚十分類似，但牠們與其他西莫利鯊目物種均是屬於全頭類，這意味著比起鯊魚，牠們與銀鮫的關係更為緊密。其他包含於鐮鰭鯊科的物種包括生存於石炭紀美國阿肯色州的奧扎克鯊屬以及白堊紀奧地利的白堊擬裂齒鯊屬。

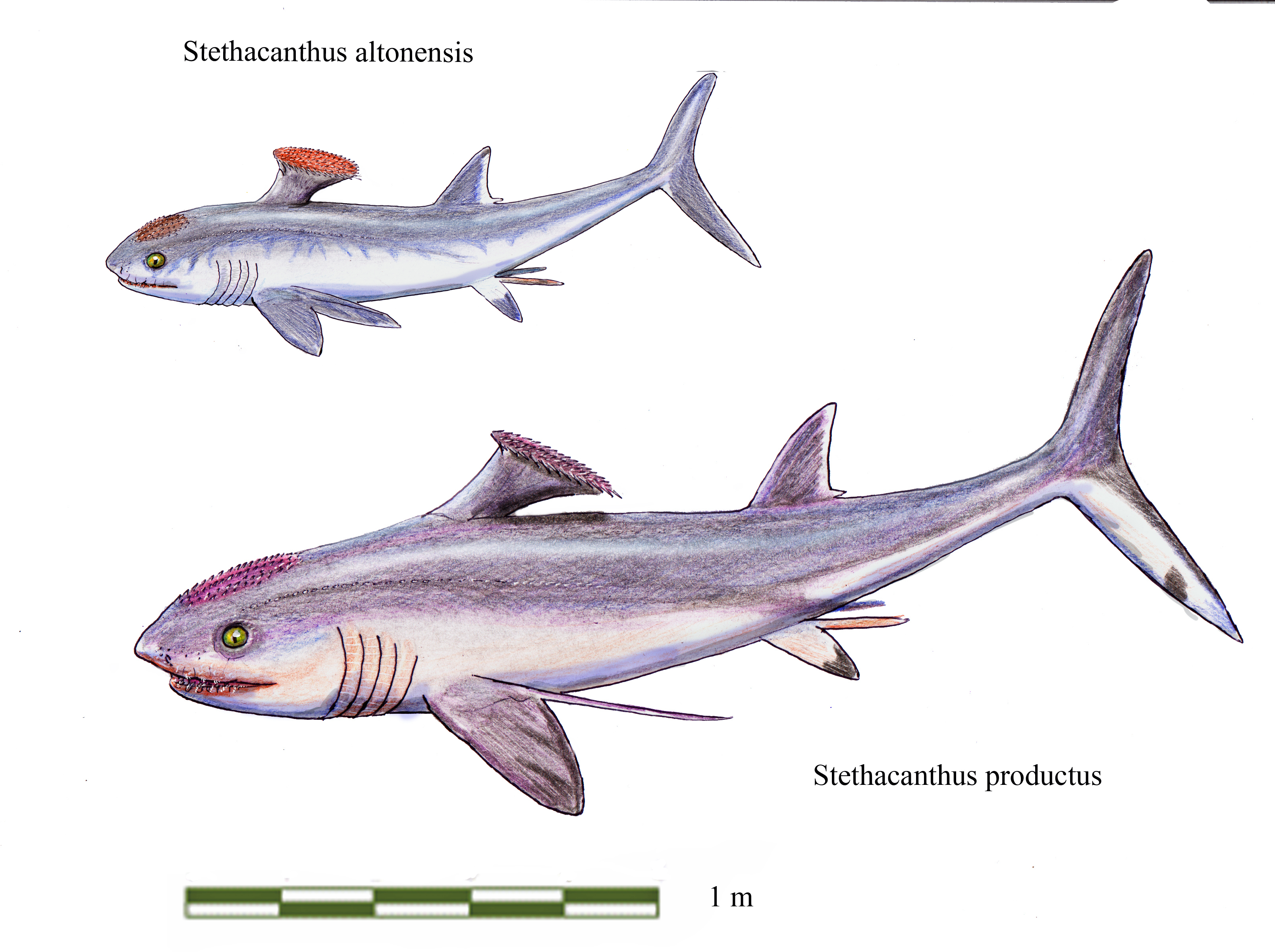
與鐮鰭鯊生存於同一時期的胸脊鯊屬物種

## 古環境學
熊谷石灰岩礦床位於美國蒙大拿州的大雪山，地層年代為石炭紀中期，在當時這個地區的環境是由半鹹水及淡水的泥灘與潟湖所構成。為何當地能保存那麼多完整的化石，科學家提出了許多假說，其中之一為這些動物是在低含氧量的水中窒息而死的，且屍體很快地就沉入沉積物中，過程中並未遭到其他動物啃食。另外一個假說則認為是豪雨造成土石流沖至下游，快速地將這些動物掩埋。於當地發現的魚類化石普遍帶有膨脹的鰓，這意味著牠們可能是因窒息而死。
與鐮鰭鯊生存於同一時期的魚類包括軟骨魚綱的阿格賽茲鯊屬、利斯塔克鯊屬及宫齒鮫屬，條鰭魚總綱的迪斯科鋸魚屬及副鰻鱈屬，肉鰭魚總綱的吮蝦魚屬及Strepsodus，以及七鰓鰻亞綱的哈迪斯蒂鳗屬，是目前已知最古老的七鰓鰻。
熊谷也出產了十分多樣的無脊椎動物化石，包括了掠蝦亞綱物種、頭胸足類的Anderella、分類地位不明的提豐怪物屬、推測可能屬於紐鰓樽科或刺胞動物門的方形遺骸、軟體動物門鸚鵡螺亞綱的Tylonautilus、殼上附著有形似馬尾藻褐藻的雙殼綱鶯蛤目物種、腕足動物門的長身貝目物種、Paleolimulus、葉蝦亞綱物種、以及許多棘皮動物門物種，諸如海百合、海膽、海星、陽遂足，其中最特別的要屬具有許多腕的海星 Lepidasterella montanensis。

## 外部連結
- http://www.elasmo-research.org/education/evolution/golden_age.htm （页面存档备份，存于）
- https://web.archive.org/web/20070927011823/http://comenius.susqu.edu/biol/202/Animals/DEUTEROSTOMES/CRANIATA/CHONDRICHTHYES.htm